# Йоганн Філіп Кірнбергер
Йоганн Філіп Кірнбергер, також Кірнберг, Кернберг  (хрещений 24 квітня 1721, Заальфельд — 26 або 27 липня 1783, Берлін) — німецький композитор і теоретик музики. Автор 8 теоретичних і педагогічних трактатів з музики, а також співавтор словника «Загальна теорія образотворчих мистецтв». Основним доробком Кірнбергера вважається двотомне видання «Kunst des reinen Satzes in der Musik» з техніки музичної композиції.

## Біографія
У 1739–1741 роках він був учнем Йоганна Себастьяна Баха в Лейпцигу. Вже після смерті Баха виступив упорядником і видавцем його хоральних обробок, ця збірка досі називається «кірнбергеровою».
1741 року виїхав до Речі Посполитої, де упродовж наступного десятиліття працював при дворах шляхти Понінських, Жевуських і Любомирських  переважно на теренах сучасної України. Зокрема працював у Рівному, написав ряд сонат для флейти у Підгірцях для Вацлава Петра Жевуського. В 1743 та 1747−1748 роках був капельмейстером бенедиктинського монастиря у Львові.
З 1751 року повернувся до Дрездена, потім виступав скрипалем в оркестрі Фрідріха Великого в Потсдамі, потім в оркестрі принца Генріха в Райнсберзі. З 1758 року був придворним музикантом і радником принцеси Анни Амалії.